# Séraphin Soudbinine
Séraphin Nikolaevich Soudbinine, né à Nijni Novgorod le 9 mars 1867 (21 mars dans le calendrier grégorien) et mort le 1er novembre 1944 à Paris 16e, est un sculpteur et céramiste d'origine russe installé à Paris.

## Biographie
Issu d'une famille de commerçants, les Golovastikov, il exerce de petits métiers (mousse sur la Volga, employé du télégraphe) avant de se passionner pour le théâtre qu'il pratique d'abord dans sa ville natale, adoptant le nom de scène de Soudbinine, puis lors de tournées dans des théâtres de province, avant d'intégrer en 1898 la première troupe du théâtre d'art de Moscou où il joue notamment Tchekhov, Tolstoï ou Gorki.
Ayant obtenu une bourse de Savva Morozov, il s'installe à Paris en 1904 à la suite de sa rencontre avec Auguste Rodin dont il est l'élève puis l'assistant pendant dix ans, tout en menant sa propre carrière de sculpteur. Il est en particulier le praticien pour Rodin de "La main de Dieu ou la Création". Il expose au Salon des artistes russes, au Salon d'automne et au Salon de la Société nationale des beaux-arts. Il réalise les bustes d'artistes russes de renom (son ex mentor Stanislavski, le ténor Leonid Sobinov, Gorki, le compositeur Scriabin...) ou encore une série de statuettes représentant les vedettes des ballets de Diaghilev pour la manufacture impériale de porcelaine.
Il collabore également avec Jean Dunand sur plusieurs projets art-déco, notamment des panneaux laqués destinés à la résidence de Solomon R. Guggenheim.
En 1923, lors d'un voyage à New York, il a une révélation en découvrant au Metropolitan Museum of Art la collection de céramique d'extrême orient Pierpont Morgan. Il démarre alors une nouvelle carrière : prenant conseil auprès de Paul Beyer et d’Émile Decœur, il construit son propre four et prépare lui-même terres et émaux pour ses grès grand feu et porcelaines. La critique le suit, qualifiant son œuvre de « considérable et magnifique ». Après la destruction de son atelier de la rue Broca par un bombardement en 1941, il travaille surtout avec la Manufacture de Sèvres pendant ses dernières années.

## Sélection d'œuvres (collections publiques)
- Monstres endormis présentés au Salon d'automne 1906, musée d'Orsay, Paris[5]
- Buste du maître (Rodin), 1909, Musée des beaux-arts de San Francisco [6], présenté lors de l'exposition inaugurale du California Palace of the Legion of Honor en 1924
- La main de Dieu ou La création, 1916, musée Rodin, Paris[7],[8]
- Anna Pavlova dans le rôle de Giselle, Musée de l'Ermitage, Saint-Petersbourg
- Apocalypse, 1921, Centre Pompidou, Paris[9]
- Pianissimo et Fortissimo, 1925, Metropolitan Museum of Art, New-York[10]
- pot couvert en grès émaillé, 1935, Musée des arts décoratifs, Paris[11]